# روبرت بول
روبرت بول (بالإنجليزية: Robert Poole)‏ هو سياسي أسترالي، ولد في 12 يونيو 1948 في أستراليا. حزبياً، نشط في حزب العمال الأسترالي. وقد انتخب عضو المجلس التشريعي ولاية كوينزلاند عن دائرة Electoral district of Gaven ‏ (17 فبراير 2001 – 28 فبراير 2006).